# 赤坂泰彦 Morning Groove 〜ONE ON ONE〜
赤坂泰彦 Morning Groove 〜ONE ON ONE〜（あかさかやすひこ モーニンググルーヴ〜ワンオンワン〜）は、InterFMをキーステーションに、MegaNet加盟局のFM CO・CO・LOをネットして放送されていた、生放送平日朝のワイド番組である。
2005年7月4日〜2006年3月30日放送。

## 番組内容
DJ赤坂泰彦・番組スタッフによる選曲、またリスナーからのリクエストに応えて放送するミュージックプログラム。MegaNetは、外国語放送を実施するラジオネットワークであるが、同番組は全編日本語で放送されていた。
近年、AM・FM問わずラジオの朝ワイド番組では、ニュースなど情報路線の重視する中、同番組はそれらとは一線を画して、音楽中心の番組構成であった。ニュース・天気予報・交通情報やラジオショッピングは、番組本編とは独立した形で、別のアナウンサーが伝えていた。
尚、赤坂泰彦がラジオで平日帯番組のDJを務めるのは、TOKYO FMで放送されていた生放送の『赤坂泰彦のミリオンナイツ』、またミリオンナイツ番組終了後、録音で朝放送されていた『DJ赤坂 スタンダードレディオ』以来のことになる。

## 放送時間
- 月～木曜　6:00〜9:00（InterFM）
- 月～木曜　7:00〜9:00（FM CO・CO・LO）

※またスカイパーフェクTV!のスターデジオ 499chでは、InterFMの再送信が行われているため、全国的に視聴可能であった。

## タイムテーブル
- 6:00　Opening
- 6:18　Traffic Report
- 6:37　Traffic Report・News・Weather
- 6:57　News・Weather
- 7:00　Opening　（FM CO・CO・LO　ネット開始）
- 7:18　Traffic Report
- 7:37　Traffic Report・News・Weather
- 7:53　News・Weather
- 7:55　Telemart Radio Shopping
- 8:13　Traffic Report
- 8:32　Traffic Report・News・Weather
- 8:47　News・Weather
- 8:50　Ending
- 8:55　Telemart Radio Shopping

※上記タイムテーブルは、InterFMのもの

## 備考
- 番組開始当初、東京メトロを中心に、グラフィックデザイナー・横尾忠則の手掛けた中吊り広告・ポスターが、車両内や駅構内に飾られ、同局としては異例規模での番組宣伝が打たれていた。
- 2005年9月23日には、本来放送されない金曜日にHoliday Specialとして、同番組が6:00〜16:00までの拡大放送を実施。（尚、FM CO・CO・LOでも、金曜 7:00～9:00もInterFM制作『LISLE WEAPON SHOW』をネットしているため、通常編成通りの2時間ネット。）
- 2005年11月21日〜11月24日までミュージカル出演の伴う赤坂休暇のため、ラジオパーソナリティ（フリーランス）のルーシー・ケントが担当した。